# Битва при Ялу (1894)
Битва в устье Ялу или Ялуцзянское сражение — главное морское сражение японо-китайской войны 1894—1895 гг. Также в литературе встречаются названия Битва у острова Хайяндао (по ближайшему острову) и Битва в Жёлтом море. Произошло 17 сентября 1894 г. в акватории Жёлтого моря в районе между устьем реки Ялу (Ялуцзян) и о. Хайян (Хайяндао). В сражении приняли участие, с одной стороны, Бэйянская (северная) эскадра военно-морских сил Китая под командованием адмирала Дин Жучана и, с другой стороны, Объединённый японский флот под командованием вице-адмирала Сукэюки Ито.

## Ситуация перед боем и силы сторон

Бэйянский флот на горизонте. Фото

В начале осени 1894 г. китайский и японский флоты выполняли задачи по сопровождению транспортов с войсками к берегам Кореи. 16 сентября адмирал Дин, конвоируя пять транспортов, привел к устью Ялу практически все боеспособные силы Бэйянской эскадры, усиленной несколькими кораблями южнокитайских флотилий. Флот адмирала Дина состоял из двух устаревших броненосцев 2-го класса, трёх броненосных крейсеров 3-го класса, трёх бронепалубных крейсеров 3-го класса, минного крейсера, трёх безбронных крейсеров, четырёх (по другим данным — двух) малых устаревших канонерок и четырёх миноносцев (канонерки и два миноносца не приняли участия в сражении, оставаясь для охраны транспортов в устье реки). В тот же день адмирал Ито, получив известие о появлении в море китайского конвоя, оставил свои транспорты в устье реки Тэдонган под охраной миноносцев и устаревших судов — корветов и канонерок, а сам направился на север, к устью Ялу с главной эскадрой и «летучим» крейсерским отрядом. Всего у адмирала Ито было семь бронепалубных крейсеров 2-го класса, крейсер 3-го класса с броневым поясом, два небольших устаревших броненосных корабля, канонерка и штабное судно.
Утром 17 сентября 1894 года поднимавшиеся на юге из-за горизонта дымы японской эскадры были замечены в устье Ялу на китайских кораблях, которые стали немедленно разводить пары и готовиться сниматься с якорей. Через полтора часа дымы китайских кораблей стали видны японцам, взявшим курс на север. Две эскадры двигались навстречу друг другу. Китайские корабли были окрашены в серый и чёрный цвета, японские — в ярко-белый. Погода в этот день, по одним сведениями, была «великолепной, лёгкий восточный ветерок едва рябил поверхность», по другим, «дул свежий восточный ветер, при большом волнении, и небо было пасмурно».
При примерном численном равенстве японский и китайский флоты сильно различались по своему составу. Японская эскадра в основном состояла из единообразных бронепалубных «эльзвикских» крейсеров с высокой скоростью и многочисленной (до 10-12 орудий) среднекалиберной артиллерией. Четыре наиболее быстроходных крейсера, выделенные в особый отряд, могли действовать самостоятельно от более медлительных кораблей. Главным преимуществом китайцев было наличие у них двух больших тяжеловооружённых броненосцев, которые были крупнее и намного лучше защищены, чем любой японский корабль. Однако китайские крейсера были существенно меньше японских. При ограниченном тоннаже китайские корабли несли крупнокалиберную артиллерию (броненосцы — по четыре 12-дюймовых орудия, крейсера — от одного 10-дюймового до трёх 8-дюймовых орудий), количество же орудий среднего калибра ограничивалось одним-двумя. Большинство китайских орудий было устаревших образцов с низкой скорострельностью. Следует также учитывать разницу в типах боеприпасов: японцы использовали осколочно-фугасные снаряды, частично с зарядом из мелинита (в частности, на «Ёсино» и, возможно, некоторых других новейших кораблях). Китайские снаряды, как правило, были бронебойными. Вопреки требованиям адмирала Дина о поставке эффективных против легкобронированных японских крейсеров фугасных снарядов, они составляли всего четверть от боекомплекта китайских броненосцев. Крупнокалиберные орудия китайских броненосцев были способны бить на расстоянии до 7 км (в первые же минуты боя 12-дюймовый снаряд поразил крейсер «Ёсино» на расстоянии около 5000 м), однако японцы навязали наиболее благоприятный для их среднекалиберной артиллерии бой на дистанции 15-20 кабельтовых, когда главную роль играла скорострельность орудий.
В итоге китайская эскадра значительно превосходила противника по крупнокалиберной (8-дюймов и более) артиллерии — 27 орудий против 12. Однако в среднекалиберной артиллерии (4,7-6 дюймов) полное преимущество было у японцев — 84 орудия против 25, причём по новым скорострельным орудиям, стреляющим в 3-4 раза чаще, японское превосходство было восьмикратным — 64 против 8. Это давало японскому флоту полное превосходство в силе огня: «По приблизительному расчету, вес бортового залпа всего китайского флота за 10 минут равнялся 58 620 фунтов, тогда как корабли, сражавшиеся в линии, не считая береговой эскадры, могли выпустить за тот же промежуток времени снаряды весом 53 100 фунтов. С другой стороны, вес снарядов, выпущенных в течение такого же времени японцами, равнялся 119 700 фунтам, так что превосходство их артиллерии может быть выражено отношением 119:58, или 2:1».
Серьёзным преимуществом японцев было превосходство в скорости. Китайские корабли были тихоходнее японских, особенно новейших крейсеров. Кроме того, утверждалось, что из-за износа судовых механизмов и отсутствия необходимого обслуживания китайские корабли не могли развивать установленной скорости. Подготовка китайских матросов и офицеров, как показали военно-морские манёвры в мае 1894 г., стояла на надлежащем уровне, однако старший командный состав не проявил в бою должной инициативы. Боевой дух обеих эскадр был высоким.

## Первый этап сражения

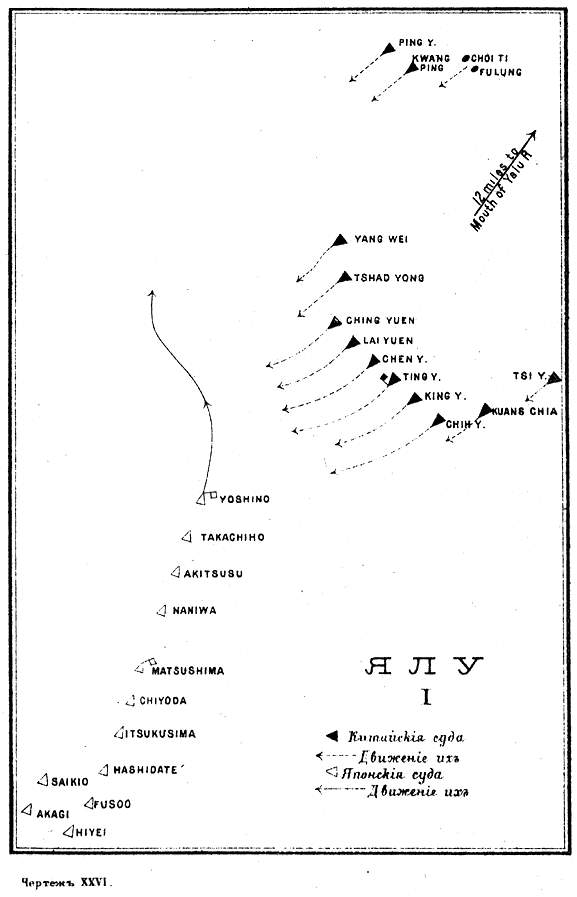
Битва при Ялу. 1-й этап. Карта

Исходя из имевшихся у них сил, командующие эскадрами разработали тактику действий в предстоящем бою. Китайский адмирал придерживался считавшегося тогда традиционным фронтального построения, что наилучшим образом подходило для приспособленных к встречному бою кораблей Бэйянского флота, с сильным носовым огнём. Японский командующий, напротив, избрал кильватерный строй, в котором его корабли достигали наибольшей мощи огня в бортовом залпе. При этом японцы должны были стараться окружить китайцев и поражать их сосредоточенным огнём. Важнейшим отличием в тактике боя двух флотов, по мнению М. А. Петрова, было то, что адмирал Дин считал, что его корабли должны готовиться к общей свалке, в которой каждый должен будет действовать самостоятельно, а адмирал Ито ввел правило, что каждое судно — есть неразрывная часть своего отряда, что должно командирами соблюдаться при всех обстоятельствах боя. По другой версии адмирал Дин имел в виду только случай, если управление боем с адмиральского корабля будет нарушено. Китайские корабли, согласно его указаниям, должны были прикрывать друг друга в бою, действуя однотипными парами.
Китайский флот шёл на юг со скоростью в 7 узлов. Бэйянская эскадра образовала фронтальную линию, изогнувшуюся в виде обращенного к противнику полумесяца или клина. Впереди, в центре, шли два сильнейших китайских корабля — броненосцы «Динъюань» (флагман Дин Жучана) и «Чжэньюань». С двух сторон их прикрывали небольшие броненосные крейсера «Цзинъюань» и «Лайюань», бронепалубные «Чжиюань», и «Цзинъюань» («Чингъюань»), на флангах двигались, сильно отстав, слабейшие корабли: бронепалубный крейсер «Цзиюань» (участник боя при Асане), композитный безбронный крейсер-авизо (канонерская лодка) «Гуанцзя» и устаревшие малые безбронные крейсера «Чаоюн» и «Янвэй».
Японский флот двигался навстречу китайцам в одной кильватерной колонне на скорости 10 узлов. Впереди, в авангарде, шёл «Летучий» отряд контр-адмирала Кодзо Цубои из наиболее быстроходных крейсеров: «Ёсино» («Иосино»), «Такачихо», «Нанива» (командир — капитан (и будущий адмирал) Х. Того) и «Акицусима» (командир — капитан Х. Камимура). Главную эскадру вице-адмирала Сукэюки Ито составляли крейсера «Мацусима» (флагман), «Тиёда» («Чиода»), «Ицукусима» и «Хасидатэ». В арьергарде шли устаревшие и слабые корабли — малый казематный броненосец «Фусо», броненосный корвет «Хиэй», канонерка «Акаги» и штабное судно «Сайкё-мару». В 12 часов, обнаружив, наконец, в пределах прямой видимости китайскую эскадру, адмирал Ито прибавил ход до 14 узлов. «Летучий» отряд развил ход в 16 узлов и стал уходить вперед, отделяясь от главных сил. В дальнейшем адмирал Цубои действовал самостоятельно.
В 12.50 китайскими кораблями были сделаны первые выстрелы. На флагманском броненосце «Динъюань» ударная волна при залпе из расположенных в центре корабля 12-дюймовых башенных орудий обрушилась на мостик, контузив несколько офицеров, в том числе адмирала Дина. На некоторое время командование китайской эскадрой перешло к командиру «Динъюаня» капитану Лю Бучаню. В час дня огонь открыли и японцы. Оставаясь на недосягаемой для китайцев дистанции, «Летучий» отряд адмирала Цубои, а затем главные силы адмирала Ито, уходя от фронтального удара китайского строя, стали огибать его с запада, осыпая противника градом фугасных снарядов. В наибольшей степени от обстрела пострадали безбронные крейсера «Чаоюн» и «Янвэй» на ближайшем к японцам правом фланге. Оба самых маленьких и старых китайских корабля получили множество попаданий и, охваченные пожарами, повернули к берегу.

Битва при Ялу. Броненосный корвет «Хией» проходит сквозь строй китайской эскадры, по нему ведёт огонь крейсер «Лайюань». Картина из экспозиции музея японо-китайской войны в Вэйхайвэе

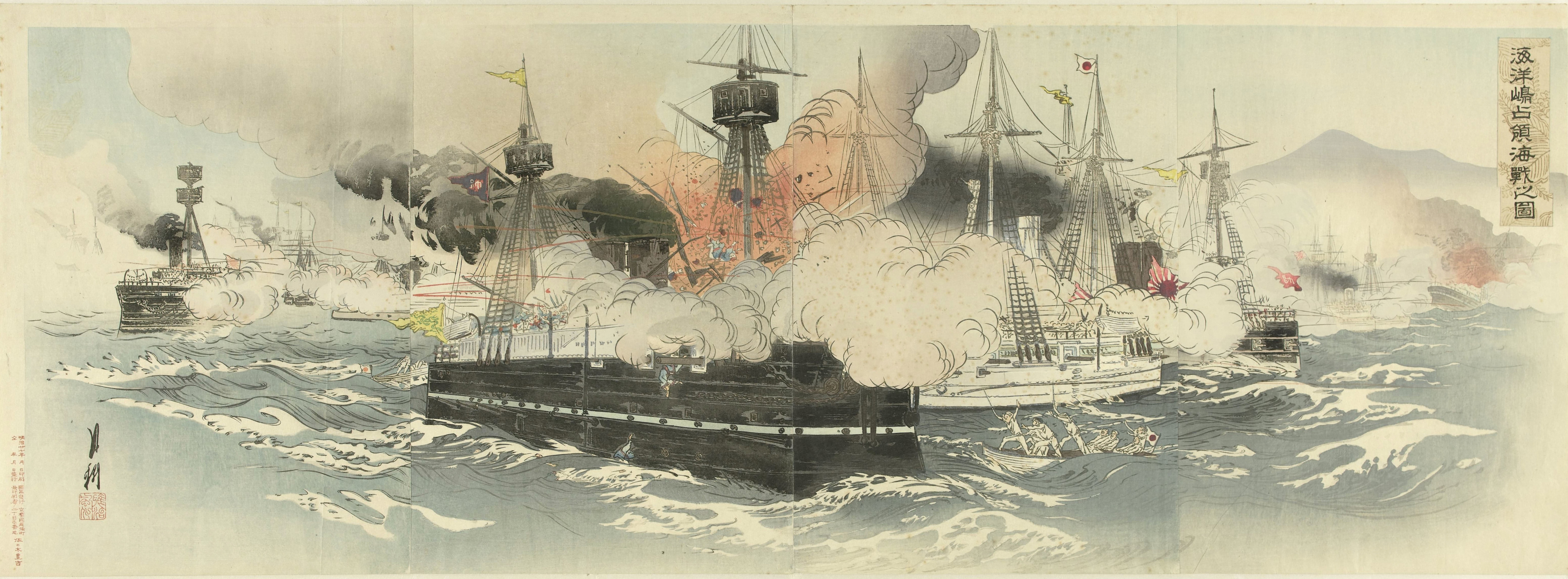
Тот же эпизод на японской литографии (1895). Художник Гэкко: Огата.

Тем временем китайский центр повернул на юго-запад и атаковал тихоходные корабли японского арьергарда, отставшие от главных сил адмирала Ито. Сблизившись с корветом «Хиэй», китайские броненосцы обстреляли его из крупнокалиберных орудий и выпустили торпеды. Торпеды прошли мимо, но несколько попаданий 12-дюймовыми снарядами причинили «Хиэй» тяжёлые повреждения. Корвет избежал гибели лишь благодаря смелому манёвру. Резко повернув навстречу фронту противника, горящий «Хиэй» прошёл прямо сквозь строй китайских кораблей. При прохождении между двумя броненосцами «Хиэй» получил два попадания 12-дюймовыми снарядами с короткой дистанции. Китайские моряки были уверены, что корабль затонет, но «Хиэй» вышел из боя и команда смогла спасти свой корабль.
Канонерка «Акаги» повернула на юг, её стал преследовать броненосный крейсер «Лайюань». На японской канонерке были сбиты труба и мачта, погибли командир и часть экипажа. В свою очередь ответный огонь японцев вызвал на «Лайюане» пожар, заставивший крейсер прекратить преследование. Пароход «Сайкё-мару», где находился прибывший для инспекции начальник японского морского штаба вице-адмирал Сукэнори Кабаяма, прошёл под обстрелом мимо всего китайского строя и получил множество попаданий, лишь чудом не задевших машинное отделение. Видя тяжелое положение штабного корабля, которого стали преследовать сразу два китайских крейсера, адмирал Ито направил для спасения «Сайкё-мару» «Летучий отряд» адмирала Цубои. Главная японская эскадра продолжала обстреливать основные китайские силы, огибая их по кругу.
Китайские корабли потеряли строй, они беспорядочно маневрировали и мешали друг другу. Инструктор-англичанин У. Тайлер предложил капитану Лю Бучаню передать крейсерам приказ отойти назад, чтобы броненосцы могли вести огонь по противнику. Однако выполнить эту рекомендацию было невозможно — японский снаряд поразил марс на грот-мачте флагманского «Динъюаня» и уничтожил сигнальный пост. В наставшем хаосе крейсер «Цзиюань» обратился в бегство, и, пробираясь среди сгрудившихся судов, протаранил и потопил стоявший без хода «Янвэй». За крейсером «Цзиюань» (капитан Фан Боцянь, казнен за трусость 24.09.1894) последовал «Гуанцзя». Оба корабля ушли в сторону Люйшуня. Сильно повреждённый «Чаоюн» затонул на мелководье вблизи берега.
Оставив собственные крейсера, вступившие в бой с «Летучим» отрядом Цубоя, броненосцы «Динъюань» и «Чжэньюань» развернулись и пошли вслед за главной японской эскадрой. Навстречу им с севера шло подкрепление — задержавшиеся с выходом из устья реки броненосный крейсер (малый броненосец) «Пинъюань», минный крейсер «Гуанбин», миноносцы «Фулун» и «Цзои». Идущие навстречу друг другу китайские корабли грозили зажать в тиски японскую эскадру. Однако адмирал Ито успел пройти между двумя китайскими отрядами, хотя «Мацусима» оказался в опасной близости от «Пинъюаня», который поразил флагманский японский крейсер из своего тяжелого носового орудия. 10-дюймовый бронебойный китайский снаряд повредил на «Мацусиме» снаряженный торпедный аппарат и разбил цистерну с маслом, но не взорвался.

## Противостояние брони и снарядов

Битва при Ялу. Картина того времени

К 2 часам дня японцы, используя преимущество в скорости хода, уже полностью навязали китайцам свою тактику боя. Японские корабли окружили всё более отдалявшиеся друг от друга броненосцы и крейсера Бэйянской эскадры. Главная эскадра адмирала Ито — четыре крейсера и малый броненосец «Фусо» — описывала круги вокруг медленно двигавшихся контркурсами к ним броненосцев «Динъюань» и «Чжэньюань». «Летучий» отряд адмирала Цубоя совершал циркуляции вокруг китайских крейсеров, иногда присоединяясь к Ито для обстрела броненосцев Дина с двух сторон.
Бывшие на трёх японских крейсерах типа «Мацусима» сверхтяжёлые 12,5-дюймовые орудия, специально предназначавшиеся для уничтожения китайских броненосцев, сделали лишь по несколько выстрелов, не добились попаданий и вскоре вышли из строя, зато среднекалиберная артиллерия вела частый и достаточно меткий огонь. Место сражения заволокло дымом из труб кораблей и от пожаров, разгоравшихся на повреждённых судах. В стелющемся под ветром над морем дыму корабли теряли друг друга из вида, ориентируясь только по мачтам, возвышавшимся над дымовой завесой.
Жестокий обстрел вызывал на китайских крейсерах и броненосцах разрушения и пожары, однако на дальних дистанциях фугасные японские снаряды средних калибров не могли нанести броненосным и бронепалубным кораблям Бэйянской эскадры фатальных повреждений. Наиболее хорошо были защищены броненосцы «Динъюань» и «Чжэньюань», где перед боем, в дополнение к основному бронированию, соорудили брустверы из мешков с песком и углём, а расчёты палубных орудий укрыли от осколков заграждением из коек. «Дисциплина была прекрасная, из орудий целились хорошо, и кораблем управляли с некоторым искусством».

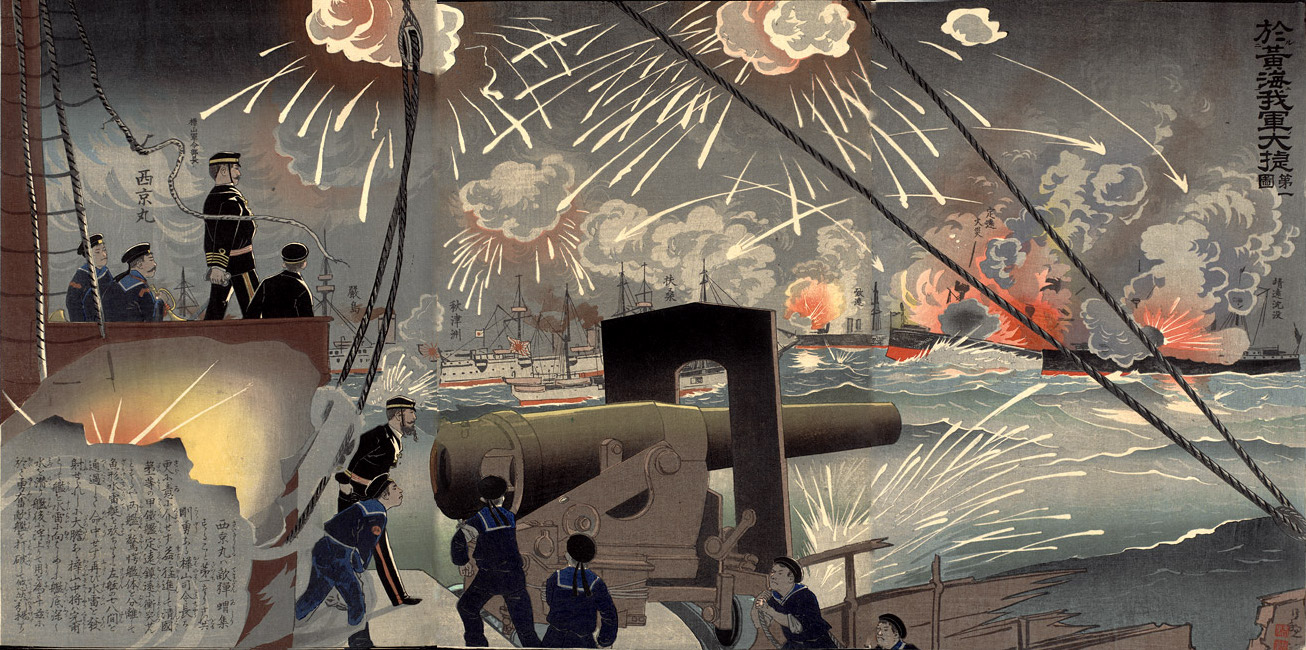
На японском корабле в бою. Японская литография. Художник Киётика Кобаяси.

Когда адмирал Ито, стремясь увеличить эффективность своего огня, приблизился к броненосцам адмирала Дина на 10 кабельтовых, китайцы накрыли вражеский флагман своим залпом. Один 12-дюймовый снаряд пролетел через корпус «Мацусимы» насквозь, не взорвавшись, но другой вызвал детонацию боезапаса на батарейной палубе. «Мацусиму» потряс страшный взрыв, почти сто матросов и офицеров было убито или ранено, вспыхнувший пожар грозил взрывом уже главной крюйт-камеры и гибелью корабля. Благодаря решительным действиям экипажа пожар был потушен, но крейсер «Мацусима» потерял боеспособность. Адмирал Ито был вынужден на некоторое время выйти из боя, чтобы перейти на крейсер «Хасидатэ». Повреждённая «Мацусима» отправилась в сторону Японии.
Крейсер «Ицукусима» тоже был поражен 12-дюймовыми снарядами — в носовое торпедное и машинное отделения, а также в мачту. Так как снаряды не взорвались, крейсер особенно не пострадал.
Несмотря на меткий огонь китайских комендоров, огневое превосходство японцев в сражении было полным. Броненосец «Динъюань» получил 159 попаданий, «Чжэньюань» — 220. На флагманском корабле адмирала Дин Жучана взрывы японских фугасов вызвали масштабный пожар, вся носовая часть броненосца была охвачена огнём, заставившим расчеты покинуть обе башни главного калибра. «Динъюань» продолжал вести огонь лишь из одной кормовой 6-дюймовки. «Чжэньюань» также горел и, кроме того, потерял вследствие поломки затвора носовую 6-дюймовку. Было повреждено и одно из 12-дюймовых орудий.
В более тяжелом положении находились китайские крейсера — «Лайюань», «Цзинъюань», «Чжиюань», «Чингъюань» («Цзинъюань»), к которым позже присоединились «Пинъюань» и «Гуанбин». Небольшие китайские крейсера (фактически — канонерки) почти безнаказанно расстреливались гораздо более сильными крейсерами японского «Летучего» отряда. Решительный и храбрый командир бронепалубного крейсера «Чжиюань» Дэн Шичан, расстреляв боезапас главного калибра, попытался в одиночку атаковать флагман адмирала Цубои «Ёсино» («Иосино») и таранить его. Отделившись от остальных китайских крейсеров, «Чжиюань» пошёл на «Ёсино», но сразу попал под обстрел всех японских кораблей и, не прекращая вести огонь из орудий, затонул после взрыва в носовой части (возможно, из-за попадания в снаряженный торпедный аппарат).

Битва при Ялу. Китайские крейсера «Чжиюань» и «Чингъюань» под огнём. Картина

Позднее попытку сблизиться и таранить флагман Цубои предпринял охваченный пожаром броненосный крейсер «Цзинъюань», на который тут же обрушился сосредоточенный огонь с «Ёсино» и «Такатихо». Разбитый снарядами «Цзинъюань» потерял управление, стал беспорядочно кружить на месте, потом перевернулся и затонул. Другие китайские крейсера вели себя пассивно, лишь маневрируя на малом ходу, чтобы постоянно держаться к противнику носом. Командам приходилось непрерывно бороться с пожарами. В наибольшей степени пострадал «Лайюань», пожары на котором не прекращались несколько часов. Из-за угрозы взрыва боезапаса пришлось затопить боевой погреб, крейсер горел, пока на нём оставались деревянные части и выгорел сверху практически целиком, тем не менее, сохранив способность управляться. Повреждения от пожаров были и на «Чингъюане», однако там команде удалось с ними справиться.
Отдельно действовали два китайских миноносца. Отогнанные от главной японской эскадры, они атаковали штабное судно «Сайкё-мару», исправлявшее повреждения в стороне от боя. «Сайкё-мару» отразил миноносцы огнём малокалиберных скорострелок, три торпеды, выпущенные «Фулуном», прошли мимо. Миноносцы сыграли роль в спасении экипажей потопленных китайских крейсеров. Кроме того, активность вражеской минной флотилии оказывала на японцев психологическое воздействие — с приближением сумерек угроза нападения миноносцев на большие корабли становилась всё более реальной.

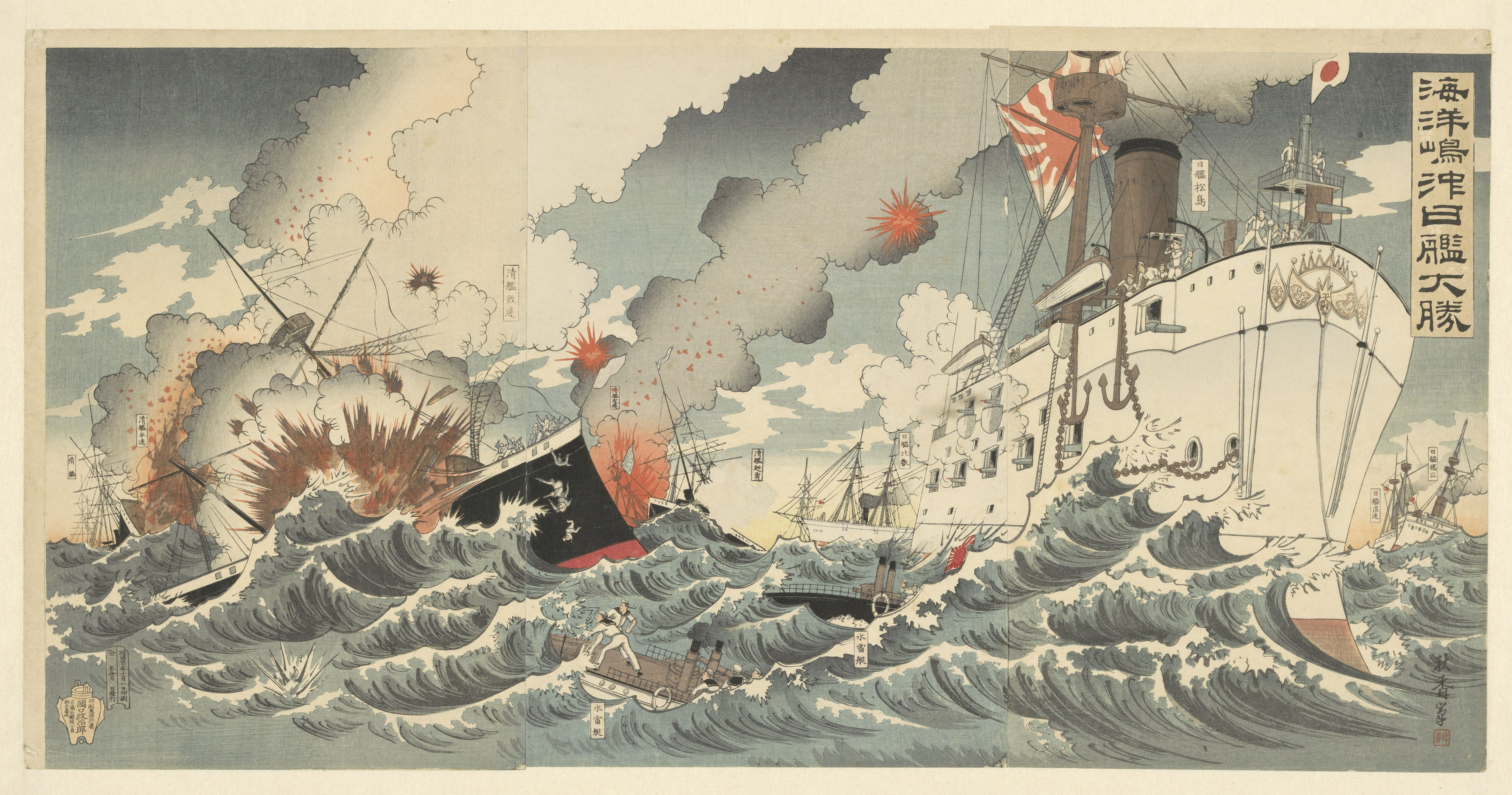
Гибель китайского крейсера. Японская литография (Справа ошибочно изображен крейсер «Мацусима»). Художник Сю:ко Накамура.

Продолжавшееся уже почти четыре часа сражение постепенно затихало, у противников подходили к концу снаряды, корабли обменивались лишь редкими выстрелами. Воспользовавшись пассивностью японцев, потерявших надежду сломить сопротивление китайских броненосцев и отдалившихся на большую дистанцию, адмирал Дин с «Динъюанем» и «Чжэньюанем» соединился со своими крейсерами. Поскольку адмиральский флаг на «Динъюане» был сбит, флаг командующего эскадрой поднял командир крейсера «Чингъюань» Е Цзугуй. Бэйянский флот выстроился в одну кильватерную колонну.
Как позднее сообщал адмирал Ито:
В 5 час. 30 мин после полудня, видя, что к броненосцам Ting-Yen и Chen-Yen присоединяются другие суда, тогда как летучая эскадра отдалилась от меня на большое расстояние, а также видя, что солнце приближается к закату, я прекратил бой и отозвал летучую эскадру.
Японский флот вернулся на свою временную базу близ устья р. Тэдонган, где корабли сразу приступили к исправлению полученных в бою повреждений.
Адмирал Дин со своими кораблями оставался близ устья Ялу до сумерек, после чего отправился на ремонтную базу в Люйшунь. Через сутки туда же ушли и разгрузившиеся транспорты в сопровождении 4 миноносцев и 2 канонерских лодок.

## Итоги сражения

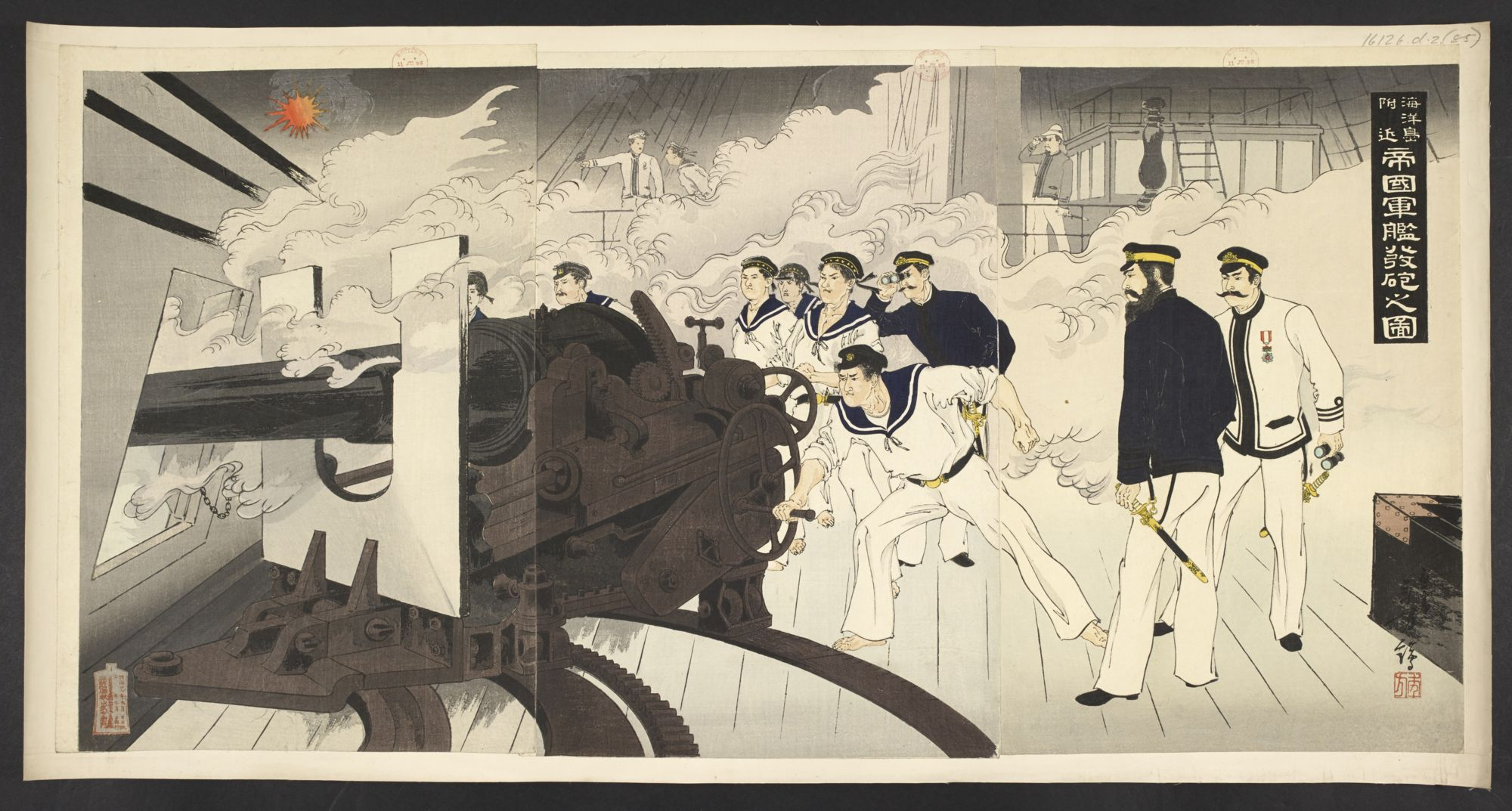
Корабль японского императорского флота ведёт огонь близ острова Хайяндао. Художник Мидзуно Тосиката.

Отступление японского флота формально давало победу в сражении адмиралу Дин Жучану. Тактически он не проиграл. Китайская эскадра выполнила поставленную перед ней оперативную задачу — не допустила уничтожения японцами охраняемых транспортных судов. В то же время в стратегическом плане победа принадлежала японцам. Их потери в личном составе — 300 человек убитых и раненых — были значительно меньше китайских, у которых только погибших было более 650 человек(в основном — из экипажей затонувших кораблей). Самым же важным стало ослабление Бэйянской эскадры. Она потеряла пять крейсеров (включая севший на скалы у острова Саньшаньдао и подорванный при приближении японцев «Гуанцзя»), остальные корабли нуждались в ремонте. Что касается японцев, то ни один их корабль не был потоплен, а уже через неделю после сражения все крейсера, исключая только сильно повреждённую «Мацусиму», были вновь готовы к бою. Однако в результате боя, несмотря на быстрое исправление повреждений на китайских кораблях, правительство Китая, шокированное гибелью у Ялу сразу нескольких кораблей и опасаясь ещё больших потерь, запретило Дин Жучану выходить в море, чтобы дать японцам новый бой. Таким образом, господство в Жёлтом море полностью перешло к японскому флоту, что обеспечило переброску в Корею и Северо-Восточный Китай новых японских дивизий и победу в сухопутной кампании.
Битва при Ялу в 1894 г. стала первым после боя при Лиссе в 1866 г. крупным эскадренным сражением и привела к серьёзным изменениям во взглядах на войну на море. Если ранее, основываясь на опыте Лиссы, наилучшей тактикой в морской битве считалось сближение флотов в разнообразных фронтальных построениях с последующим превращением боя в поединки отдельных кораблей, то после Ялу указывалось, прежде всего, на необходимость во время сражения постоянного управления флотом как единым целым: «Все прежние искусственные тактические построения были отброшены, и их место заняла простая линейная тактика кильватерных колонн. Теперь уже совершенно отказались от возникшего после Лиссы вместе с таранной тактикой мнения, что сражения должны решаться боем одиночных кораблей. За основной принцип приняли то, что только планомерные совместные действия могут привести к победе».
Благодаря успешным действиям при Ялу японских «эльзвикских» крейсеров были сделаны выводы о важнейшем значении в бою для корабля быстроходности и наличия у него большого количества скорострельных орудий среднего калибра. В то же время стойкость, проявленная китайскими броненосцами, доказала беспочвенность высказывавшихся ранее утверждений об окончании эпохи броненосных судов. Важные выводы из битвы при Ялу сделала, прежде всего, Япония, взявшая после войны с Китаем курс на создание у себя мощного флота быстроходных хорошо защищенных броненосцев и броненосных крейсеров, имевших как тяжёлые орудия главного калибра, так и многочисленное среднекалиберное вооружение.

## Интересный факт
- Битва при Ялу была первым морским сражением, в ходе которого велась фотографическая съемка.
- Наиболее мощные корабли обеих сторон в этом сражении, по сути дела, реализовывали концепции итальянского кораблестроения. Так, китайские броненосцы были построены по "цитадельной" схеме, впервые реализованной в проекте итальянских броненосцев типа «Кайо Дуилио», а японские тяжеловооружённые бронепалубные крейсера типа «Мацусима» развивали идею тяжеловооружённого бронепалубного корабля, впервые воплощенную в проекте «Италия». Таким образом, обе итальянские кораблестроительные доктрины в итоге прошли проверку боем в одном сражении.

## Боевой порядок

### Японская империя
«Летучий» отряд
- Ёсино (бронепалубный крейсер, 4150 т)
- Такачихо (бронепалубный крейсер, 3650 т)
- Нанива (бронепалубный крейсер, 3650 т)
- Акицусима (бронепалубный крейсер, 3150 т)

Главная эскадра
- Мацусима (бронепалубный крейсер, 4277 т)
- Тиёда (броненосный крейсер, 2450 т)
- Ицукусима (бронепалубный крейсер, 4277 т)
- Хасидатэ (бронепалубный крейсер, 4277 т)
- Фусо (казематный броненосец, 3718 т)
- Хиэй[англ.](броненосный корвет, 2200 т)

Прочие
- Акаги (канонерская лодка, 615 т)
- Сайкё-мару[англ.] (штабное судно, пароход, 2913 т)

### Цинская империя
Левое крыло, слева направо
- Цзиюань (бронепалубный крейсер, 2355 т)
- Гуанцзя[англ.] (корвет, 1290 т)
- Чжиюань (бронепалубный крейсер, 2300 т)
- Динъюань (броненосец, 7355 т, флагман)

Правое крыло, слева направо
- Чжэньюань (Чин-Иен) (башенный броненосец, 7430 т)
- Лайюань (броненосный крейсер, 2830 т)
- Цзинъюань (броненосный крейсер, 2850 т)
- Чингъюань (бронепалубный крейсер, 2300 т)
- Чаоюн (лёгкий крейсер, 1350 т)
- Янвэй (лёгкий крейсер, 1350 т)

Подкрепление, спереди назад, двигаются к правому флангу
- Пинъюань (броненосный крейсер, 2100 т)
- Гуанбин (минный крейсер, 1000 т)
- Фулун (миноносец, 128 т)
- Цзо 1 (торпедный катер, 69 т)